# 合恩島

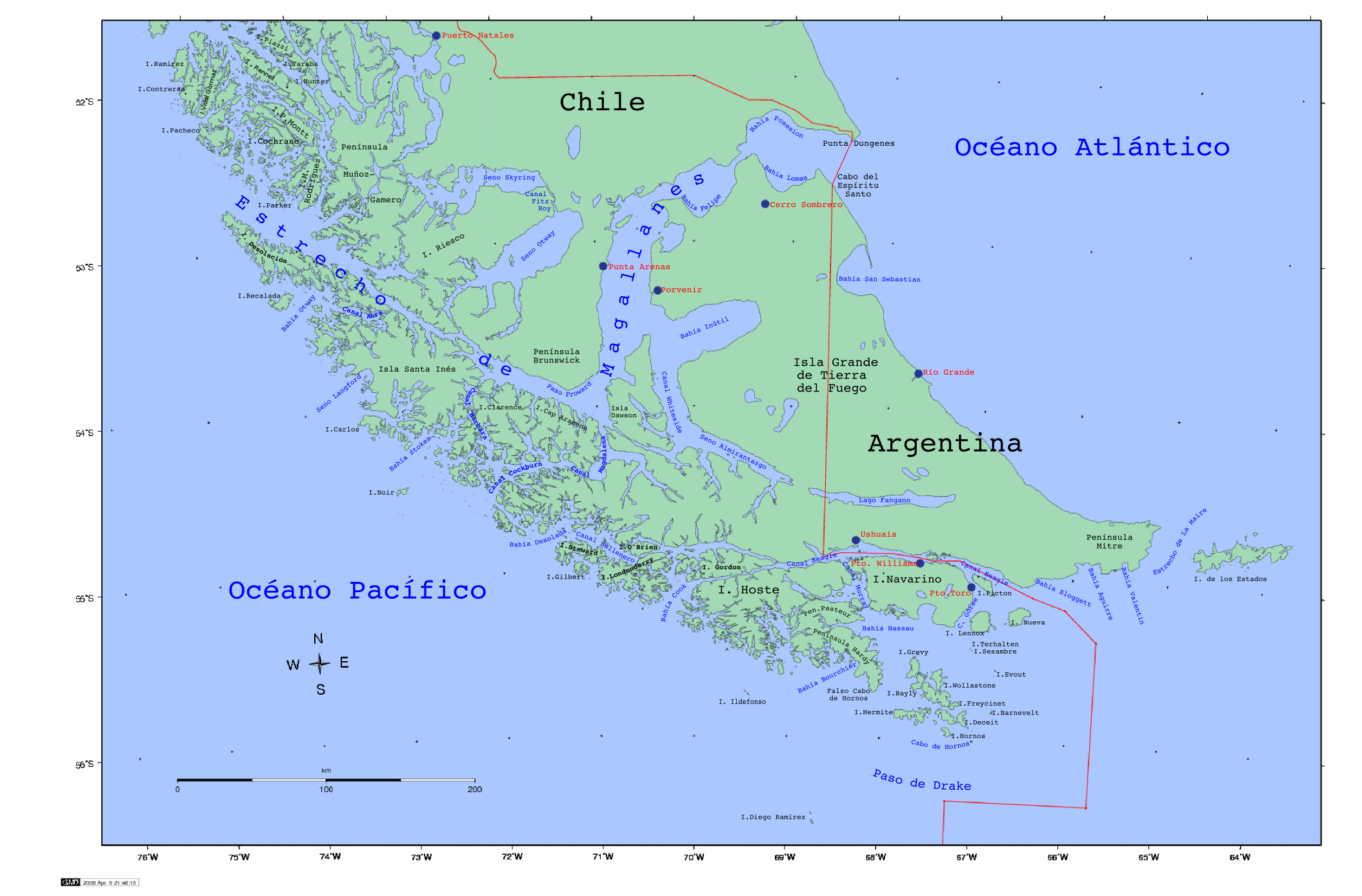
合恩島位置

合恩島（西班牙語：Isla Hornos）是智利的島嶼，位於南美洲的南端，屬於火地群島的一部分，赫米特群島主要7座島嶼中最南端的1座，由麥哲倫-智利南極大區負責管轄。島上最高點海拔425米。除北方與智利接壤，以及阿根廷屬地相鄰外，其餘是三面環海：東方是大西洋，西方是太平洋，南方隔德雷克海峽與南極相望。島上的陸岬合恩角是南美洲最南端，因此經常被視為地球的最南端。
55°56′50″S 67°16′15″W / 55.94722°S 67.27083°W